# Copa Panamericana de Voleibol Masculino de 2013
La VIII Copa Panamericana de Voleibol Masculino se celebró del 19 de agosto al 24 de agosto de 2013 en Ciudad de México, México. El torneo cuenta con la participación de 5 selecciones nacionales de la NORCECA y 3 de la Confederación Sudamericana de Voleibol.
A diferencia de otras ediciones este campeonato clasificó al mejor posicionado de la CSV y de la NORCECA que no haya jugado la Liga Mundial de Voleibol del 2013 al repechaje para acceder a la Liga Mundial de Voleibol de 2014.

## Grupos
| Grupo A     | Grupo B              |
| ----------- | -------------------- |
| Argentina   | México               |
| Brasil      | República Dominicana |
| Puerto Rico | Estados Unidos       |
|             | Trinidad y Tobago    |

## Primera fase
– Clasificados a las semifinales. 
     – Clasificados a los cuartos de final.
     – Pasan a disputar la clasificación del 5.º al 8.º lugar.

### Grupo A

#### Clasificación
| Pos | Equipo      | PJ | PG | PP | SF | SC | DS | PTS |
| --- | ----------- | -- | -- | -- | -- | -- | -- | --- |
| 1   | Brasil      | 2  | 2  | 0  | 6  | 0  | 6  | 10  |
| 2   | Argentina   | 2  | 1  | 1  | 3  | 4  | -1 | 4   |
| 3   | Puerto Rico | 2  | 0  | 2  | 1  | 6  | -5 | 1   |

#### Resultados
| Fecha    | Encuentro               | Resultado | Set   | Set   | Set   | Set   | Set | Puntuación total | Tiempo |
| Fecha    | Encuentro               | Resultado | 1     | 2     | 3     | 4     | 5   | Puntuación total | Tiempo |
| -------- | ----------------------- | --------- | ----- | ----- | ----- | ----- | --- | ---------------- | ------ |
| 19-08-13 | Brasil - Puerto Rico    | 3-0       | 25:13 | 26:24 | 25:17 |       |     | 76-54            |        |
| 20-08-13 | Argentina - Puerto Rico | 3-1       | 18:25 | 25:22 | 25:22 | 25:18 |     | 93-87            |        |
| 21-08-13 | Brasil - Argentina      | 3-0       | 25:22 | 25:19 | 25:21 |       |     | 75:62            |        |

### Grupo B

#### Clasificación
| Pos | Equipo               | PJ | PG | PP | SF | SC | DS | PTS |
| --- | -------------------- | -- | -- | -- | -- | -- | -- | --- |
| 1   | México               | 3  | 3  | 0  | 9  | 3  | 6  | 12  |
| 2   | Estados Unidos       | 3  | 2  | 1  | 8  | 5  | 3  | 10  |
| 3   | República Dominicana | 3  | 1  | 2  | 6  | 6  | 0  | 8   |
| 4   | Trinidad y Tobago    | 3  | 0  | 3  | 0  | 9  | -9 | 0   |

#### Resultados
| Fecha    | Encuentro                                | Resultado | Set   | Set   | Set   | Set   | Set   | Puntuación total | Tiempo |
| Fecha    | Encuentro                                | Resultado | 1     | 2     | 3     | 4     | 5     | Puntuación total | Tiempo |
| -------- | ---------------------------------------- | --------- | ----- | ----- | ----- | ----- | ----- | ---------------- | ------ |
| 19-08-13 | Estados Unidos - República Dominicana    | 3-2       | 26:24 | 25:14 | 22:25 | 21:25 | 15:07 | 109-95           |        |
| 19-08-13 | México - Trinidad y Tobago               | 3-0       | 25:19 | 25:16 | 25:19 |       |       | 75-54            |        |
| 20-08-13 | Estados Unidos - Trinidad y Tobago       | 3-0       | 25:14 | 25:10 | 25:20 |       |       | 75-44            |        |
| 20-08-13 | México - República Dominicana            | 3-1       | 18:25 | 25:20 | 26:24 | 25:23 |       | 94-92            |        |
| 21-08-13 | República Dominicana - Trinidad y Tobago | 3-0       | 25:18 | 25:13 | 25:16 |       |       | 75:47            |        |
| 21-08-13 | México - Estados Unidos                  | 3-2       | 21:25 | 25:23 | 19:25 | 25:22 | 17:15 | 107:110          |        |

## 5 al 7 lugar

### Resultados
| Fase     | Fecha        | Encuentro                                | Resultado | Set   | Set   | Set   | Set | Set | Puntuación total | Tiempo |
| Fase     | Fecha        | Encuentro                                | Resultado | 1     | 2     | 3     | 4   | 5   | Puntuación total | Tiempo |
| -------- | ------------ | ---------------------------------------- | --------- | ----- | ----- | ----- | --- | --- | ---------------- | ------ |
| 7 Puesto | 24 de agosto | Trinidad y Tobago - República Dominicana | 0-3       | 17:25 | 19:25 | 14:25 |     |     | 50:75            |        |
| 5 Puesto | 23 de agosto | República Dominicana - Estados Unidos    | 0-3       | 20-25 | 19-25 | 14-25 |     |     | 53:75            |        |

### Final 1.º al 4.º puesto
|  | Cuartos de final      | Cuartos de final |                        |                        | Semifinales  | Semifinales |  |  | Final | Final |
|  |                       |                  |                        |                        |              |             |  |  |       |       |
|  |                       |                  |                        |                        |              |             |  |  |       |       |
|  |                       |                  |                        |                        |              |             |  |  |       |       |
|  | México                |                  |                        |                        |              |             |  |  |       |       |
|  | 23 de agosto          |                  |                        |                        |              |             |  |  |       |       |
|  | Clasifica 1ro en el B |                  |                        |                        |              |             |  |  |       |       |
|  | México                | 3                |                        |                        |              |             |  |  |       |       |
|  | México                | 3                | 22 de agosto           |                        |              |             |  |  |       |       |
|  |                       | Argentina        | 1                      |                        |              |             |  |  |       |       |
|  | Argentina             | Argentina        | 1                      |                        |              |             |  |  |       |       |
|  |                       |                  |                        |                        |              |             |  |  |       |       |
|  | República Dominicana  |                  |                        |                        |              |             |  |  |       |       |
|  | Brasil                | 3                |                        |                        |              |             |  |  |       |       |
|  | Brasil                | 3                |                        |                        |              |             |  |  |       |       |
|  |                       | México           | 0                      |                        |              |             |  |  |       |       |
|  | Brasil                | México           | 0                      |                        |              |             |  |  |       |       |
|  | 23 de agosto          |                  |                        |                        |              |             |  |  |       |       |
|  | Clasifica 1ro en el A |                  |                        |                        |              |             |  |  |       |       |
|  | Brasil                | 3                | Tercer y cuarto puesto | Tercer y cuarto puesto |              |             |  |  |       |       |
|  | Brasil                | 3                | Tercer y cuarto puesto | Tercer y cuarto puesto | 22 de agosto |             |  |  |       |       |
|  |                       | Puerto Rico      | 0                      |                        |              |             |  |  |       |       |
|  | Puerto Rico           | Puerto Rico      | 0                      |                        |              |             |  |  |       |       |
|  |                       |                  |                        |                        |              |             |  |  |       |       |
|  | Estados Unidos        |                  |                        |                        |              |             |  |  |       |       |
|  |                       |                  |                        |                        |              |             |  |  |       |       |
|  |                       |                  |                        |                        |              |             |  |  | Fecha |       |
|  |                       |                  |                        |                        |              |             |  |  |       |       |

#### Resultados
| Fase             | Fecha        | Encuentro                        | Resultado | Set   | Set   | Set   | Set   | Set   | Puntuación total | Tiempo |
| Fase             | Fecha        | Encuentro                        | Resultado | 1     | 2     | 3     | 4     | 5     | Puntuación total | Tiempo |
| ---------------- | ------------ | -------------------------------- | --------- | ----- | ----- | ----- | ----- | ----- | ---------------- | ------ |
| Cuartos de final | 22 de agosto | Argentina - República Dominicana | 3-0       | 25:17 | 25:19 | 25:22 |       |       | 75:58            |        |
| Cuartos de final | 22 de agosto | Estados Unidos - Puerto Rico     | 2-3       | 25:16 | 16:25 | 28:26 | 25:27 | 16:18 | 110:112          |        |
| Semifinal        | 23 de agosto | Brasil - Puerto Rico             | 3-0       | 25:13 | 25:19 | 29:27 |       |       | 79:59            |        |
| Semifinal        | 23 de agosto | México - Argentina               | 3-1       | 25-21 | 27-25 | 12-25 | 25-21 |       | 89:92            |        |
| Tercer lugar     | 24 de agosto | Argentina - Puerto Rico          | 3-2       | 25:18 | 22:25 | 25:18 | 20:25 | 15:12 | 107:98           |        |
| Final            | 24 de agosto | México - Brasil                  | 0-3       | 21:25 | 20:25 | 17:25 |       |       | 58:75            |        |

## Campeón
| Brasil           |
| Campeón          |
| Brasil 2° título |

## Clasificación general
| Pos | Equipo               |
| --- | -------------------- |
| 1   | Brasil               |
| 2   | México               |
| 3   | Argentina            |
| 4   | Puerto Rico          |
| 5   | Estados Unidos       |
| 6   | República Dominicana |
| 7   | Trinidad y Tobago    |